# Carl Frick (militär)
Carl Gilius Frick, född 19 september 1827 i Karlskrona amiralitetsförsamling, Blekinge län, död där 31 mars 1889, var en svensk officer och politiker.
Frick var kaptenlöjtnant vid flottan. Han var ledamot av riksdagens andra kammare från 1886, invald i Karlskrona stads valkrets.